# 大内博
大内 博（おおうち ひろし、1943年8月29日ー2013年2月14日）は、日本の英語教育学者、翻訳者。

## 略歴
福島県生まれ。上智大学外国語学部英語学科卒業後、米国政府のハワイ大学東西文化交流センター留学生として米国留学、第二言語としての英語教育修士課程修了。玉川大学文学部助教授、92年教授。定年前に退職し山中湖畔に家族と過ごしていた。「Let's Enjoy English」に1980，81年出演。スピリチュアルに帰依して多くの翻訳を行った。

## 著書
- 『基本英単語を使いこなす』1992 講談社現代新書
- 『コミュニケーションの英語 基本表現とその発想』1993 (講談社現代新書)
- 『英語・日本人の致命傷』2001 光文社新書

### 共著
- 『恋愛の英語 男と女の名文句』大内ジャネット共著 1996 (講談社現代新書)
- 『「言葉の波動」で生き方が変わる 愛と幸福のメッセージ』大内ジャネット共著 大和出版 1996
- 『ココロを伝える英会話』ジャネット大内共著 ジャパンタイムズ 1996
- 『「人を動かす」英語の名言』ジャネット大内共著 講談社インターナショナル 2000
- 『感情を伝える英語表現』大内ジャネット共著 研究社 2001
- 『20世紀からのメッセージ』Kai Nordyke 共著 成美堂 2002

### 翻訳
- ウォルフガング・ロッツ『シャンペン・スパイ』1985 (ハヤカワ文庫 NF)
- チャールズ・コーウィン編『英語イディオム「自由自在」辞典』講談社 1994
- アイヴァン・クック編『コナン・ドイル・人類へのスーパーメッセージ』講談社 1994
- バーバラ・マーシニアック『プレアデス+かく語りき 地球30万年の夜明け』コスモ・テン・パブリケーション 1995
- ジェラルド・G.ジャンポルスキー, ダイアン・V.シリンシォーネ『ウエークアップ・コール』コスモ・テン・パブリケーション 1995
- テリー・ピニー『イルカは海の天使』講談社 1996
- バーバラ・マーシニアック『プレアデス+地球をひらく鍵』秋田幸子編 コスモ・テン 1996
- パット・ロドガスト, ジュディス・スタントン『天使の鼓動』コスモ・テン 1996
- 銀河カウンシル作戦本部, ゾーブ・ジョー『ET地球大作戦』コスモ・テン 1996
- MSI『ファースト・サンダー 聖ヨハネ・アセンションのテクニック』太陽出版 1997
- MSI『スーパー・アセンション イシャヤ・アセンションの技術解明』太陽出版 1998
- マリアン・ウイリアムソン『愛への帰還 光への道「奇跡の学習コース」』太陽出版 1998
- ジェラルド・G.ジャンポルスキー『ゆるすということ もう、過去にはとらわれない』サンマーク出版 2000　のち文庫
- ハワード・ウィルズ『生命(いのち)の贈り物』ナチュラルスピリット 20０1
- ジョーン・ガトゥーソ『聖なる愛を求めて 魂のパートナーシップ』ナチュラルスピリット 2001
- ジェラルド・G.ジャンポルスキー『ゆるしのレッスン もう、すべてを手放せる』サンマーク出版 2001　のち文庫
- ハワード・ウィルズ『生命の贈り物』ナチュラルスピリット 2001
- トム・ハートマン『ウエティコ神の目を見よ 古代太陽の終焉と未来』太陽出版 2001
- ケント・M.キース『それでもなお、人を愛しなさい 人生の意味を見つけるための逆説の10カ条』早川書房 2002　のち文庫
- ジェームス F.トワイマン『愛の使者トーマスからのメッセージ サイキックな子供たちが愛を語る』ナチュラルスピリット 2002
- リンダ・カヴェリン・ポポフ『52の美徳教育プログラム ヴァーチューズ・プロジェクト』太陽出版 2005
- ジャネット・ハウザー『創造の12光線 自己をマスターする鍵』ナチュラルスピリット 2005
- エヴリン・ベンス編著『天使の証明 神のメッセンジャーと遭遇した52人』太陽出版 2006
- ホワイト・イーグル『故郷に帰る道』ナチュラルスピリット 2007
- ロナ・ハーマン『運命の脚本を書く アーキエンジェル・マイケルからの贈り物』太陽出版 2007
- ホワイト・イーグル『ヒーリングコンパクトブック』ナチュラルスピリット 2008
- リンダ・カヴェリン・ポポフ, ダン・ポポフ, ジョン・カヴェリン 共著『家族をつなぐ52のキーワード : The virtues project』太陽出版 2009
- グレンダ・グリーン『終わりなき愛 イエスが語った奇跡の真実』太陽出版 2010
- ヘレン・シャックマン記,ウィリアム・セットフォード, ケネス・ワプニック編『奇跡のコース』１巻 ナチュラルスピリット・パブリッシング80 2010-12
- ヘレン・シャックマン記,ウィリアム・セットフォード, ケネス・ワプニック編『奇跡のコース』２巻 ナチュラルスピリット・パブリッシング２０１２-１２